# 大清水多賀
大清水多賀（おおしみずたが）は、岩手県盛岡市清水町にあった老舗料亭。

## 概要
1872年（明治5年）創業。敷地面積1300坪、大広間は178畳あり、庭園は盛岡市の保護庭園となっていた。建物は檜造りの木造2階建ての高度な技術を用いた近代和風建築であり、立体的な天井など洋風建築技法も取り入れていた。床面積は店舗と住宅部分を含めると4300平方メートルで、全て個人所有だった。2007年（平成19年）にNHKで放送された連続テレビ小説「どんど晴れ｣のモデルとなった。岩手県を代表する老舗料亭とされ、市民にも長年愛された。宴会やレストラン、仕出しのほか婚礼も人気があった。

## 所在した場所
岩手県盛岡市清水町12-10

## 歴史
創業当初は、北上川でとれた川魚料理がメインの腰掛け茶屋であったが、その後ウナギのかば焼きが名物料理となった。1905年（明治38年）頃に盛岡市清水町に移転。1924年（大正13年）に本館が建設された。1931年（昭和6年）本館1階の大広間が180畳に増築された。
2002年（平成14年）の年越しでは20人の社員と10人のアルバイトで1200食のおせち料理を調理した。おせち料理は室温5度に保った大広間にお重を数百個並べ、カイロを身につけて作業をした。2003年（平成15年）に開催された初釜式では170人の茶道・江戸千家の門下生が集まった。2005年（平成17年）頃よりうなぎは愛知県三河産だけを使用した。2009年（平成21年）の7月の連休3日間では2000食のうなぎが準備された。2012年（平成24年）にはうなぎの仕入れ価格の上昇に伴い、かば焼き弁当の値段を例年の3割増しに改定せざる得なかった。うなぎは解体された後に一度焼いた後に水に漬け、高温で蒸したのちに秘伝のタレに漬け、その後もう一度焼き上げられていた。岩手県の調理師育成にも貢献したとされる。

## 庭園
庭園は1921年（大正10年）に造成され、池泉築山回遊式庭園であった。主庭は南北に長い池泉と築山で構成され、5重の塔など6基の灯籠が配置されていた。池の形状や庭石の選定も高く評価されていた。当初は庭面積は2300平方メートルあった。保護庭園は1972年（昭和47年）11月に指定され、それにより固定資産税が免除されていた。

## 課税の問題
2001年（平成13年）に先代の死去時に伴う資産譲渡税や相続税支払のため庭園のうち1100平方メートルが大手住宅メーカーに売却され、9階建ての高層マンションが建設された。これにより庭面積は1200平方メートルに減った。この売却により多賀別館も解体された。この固定資産処分によっても相続に伴う税金を完済することが出来ず、事業資金としての借入金とともに経営を圧迫した。

## 閉鎖
創業から約140年が経過していたが、不況や接待の自粛、相続税の負担、後継者難、施設の維持管理コスト、他業者との競合による業績不振となった。大和ハウス工業に敷地を全て売却することで負債を完済する契約が結ばれた。敷地売却のために、保護庭園の申請も解除申請が盛岡市環境企画課に2013年（平成25年）6月27日提出された。従業員23人は同年7月末で全員解雇。同年7月末で廃業した。

## 存続の動きと解体
経営の委譲も検討されたが、維持管理コストが問題となって引き受け先が見つからなかった。市民や調理師会からは存続を望む声が上がり、歴史的資産の保存の在り方が問う意見も寄せられた。閉鎖後も建物の歴史的価値を評価し、活用する望む声があり、｢大清水多賀本店保存推進協議会｣が結成され保存運動も実施された。盛岡市も保存活用を検討してもらうよう、大清水多賀と大和ハウス工業に申し入れたが、話し合いの場は設けられず、2013年9月2日より建物の解体が開始された。庭園も更地とされ、高層マンションが建設される。庭木の一部や灯篭、石橋、柱の一部、什器数十点は盛岡市が譲り受けた。庭木は公園などに移植され、什器は町家に展示する予定とされた。
その後、名店の味を残していきたいという思いから、元料理長が地元飲食店経営者と盛岡市大通りに（割烹酒場TAGA）を開店している。